# Allwissende Müllhalde

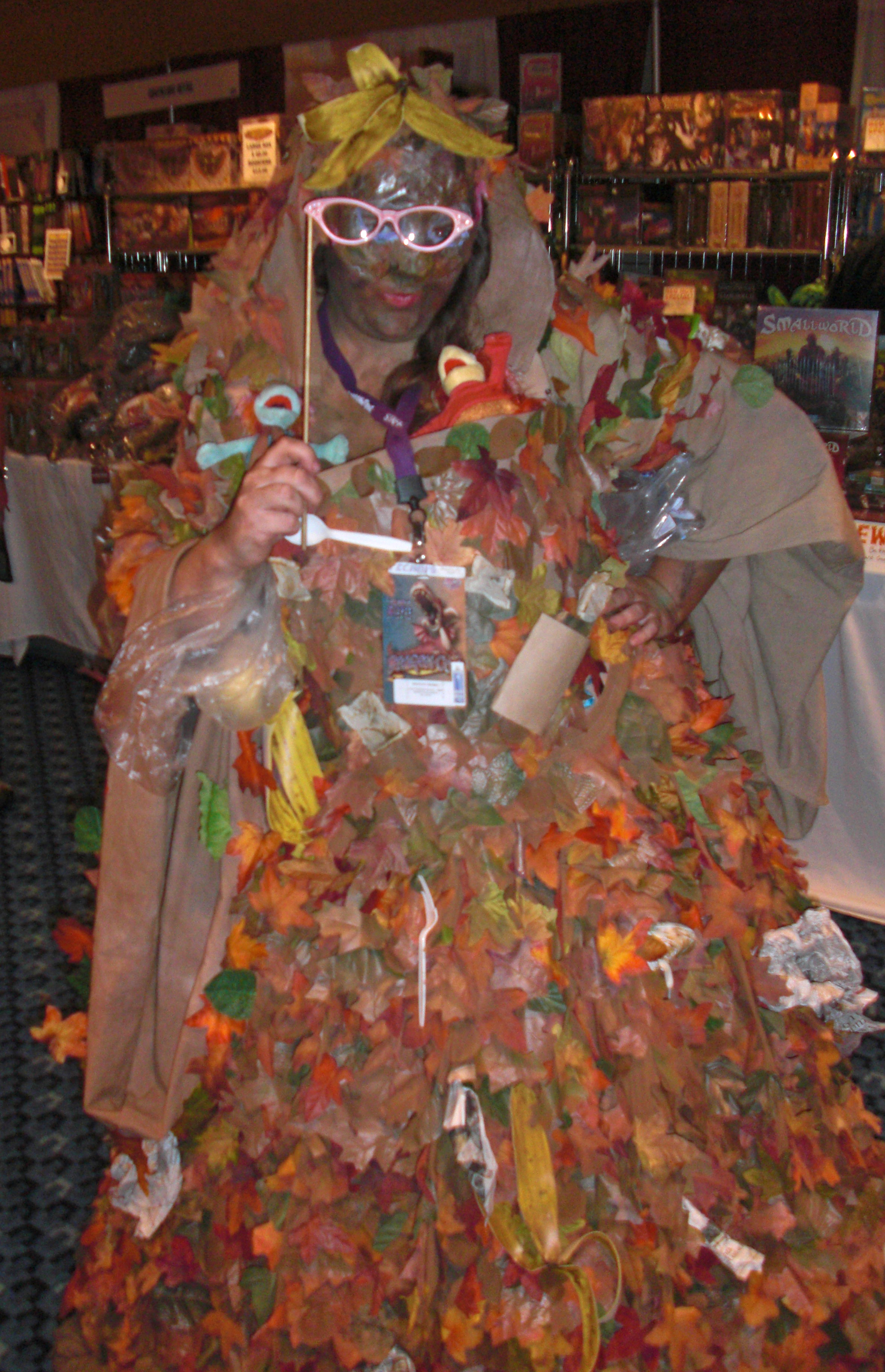
Marjorie, die Allwissende Müllhalde als Kostüm mit Boober- und Red-Fraggle-Puppen

Die Allwissende Müllhalde (englisch all-knowing, all-seeing Trash Heap) ist eine von Jim Henson erfundene Puppe aus der Fernsehserie Die Fraggles. Sie trägt den Namen Marjorie.

## Charakterbeschreibung
Die Allwissende Müllhalde lebt in den Wäldern hinter dem Schloss der Gorgs, der Gegenspieler der Fraggles. Marjorie ist ein Komposthaufen, der unter anderem aus Kartoffelschalen, Gras, Grapefruits und Konservendosen besteht. Dieser Komposthaufen wurde auf mysteriöse Weise eines Tages zum Leben erweckt und dient den Fraggles als Orakel, wenn sie Probleme haben. Marjorie besitzt teilweise magische Fähigkeiten, z. B. die Telepathie und die Teleportation. Die Fraggles betrachtet sie gelegentlich durch eine Brille mit Stiel. Marjorie strickt. Während sie in der englischsprachigen Originalversion einen jiddischen Akzent pflegt, spricht sie in der deutschsprachigen Version ohne Akzent. Das Geschlecht Marjories wechselt im Verlauf der Serie zweimal im Zuge von Verlagerungen der Müllhalde.
Marjorie hat zwei rattenähnliche Sidekicks: Gunge und Philo, die auch als Vertreter und Deuter der Aussprüche der Allwissenden Müllhalde fungieren. Gunge und Philo dürfen sie sogar mit ihrem Vornamen „Marjorie“ ansprechen, was sonst niemandem erlaubt ist. Sagen die beiden Ratten „Die Müllhalde hat gesprochen!“, so ist die Sprechzeit für Bittsteller vorbei. Gelegentlich wird Marjorie durch Gunge und Philo mit Schmuck aus Müll dekoriert.
Das Kostüm der Marjorie wurde von Michael K. Frith entworfen und der Entwurf von Jane Gootnick und Maria McNamara ausgeführt. Marjorie wurde von Jerry Nelson gespielt.

## Metaphorische Verwendung
Innerhalb der deutschsprachigen Netzkultur werden mit ironisch-kritischem Unterton auch das Internet allgemein beziehungsweise Suchmaschinen wie Google oder die Wikipedia als „allwissende Müllhalde“ bezeichnet.